# Nikki Amuka-Bird
Nikki Amuka-Bird (Delta, 27 febbraio 1976) è un'attrice britannica di origini nigeriane.
Nota principalmente per alcuni ruoli di rilievo in serie TV come Luther, Survivors e Avenue 5 e in film televisivi, nel 2021 ha ottenuto il ruolo di Patricia nel film di M. Night Shyamalan Old. Nel 2017 ha ottenuto una nomination ai BAFTA TV Awards come miglior attrice protagonista per il film TV NW. Ha inoltre recitato in numerose opere teatrali, lavorando con la Royal Shakespeare Company ed esibendosi anche al Royal National Theatre.

## Biografia e carriera

### Formazione e teatro
Nata in Nigeria ma trasferitasi in Inghilterra da bambina, durante l'infanzia studia per lavorare come ballerina ma si ritrova costretta a rinunciare a questo sogno a causa di un infortunio. Persegue successivamente l'obiettivo di diventare un'attrice teatrale studiando presso la London Academy of Music and Dramatic Art, riuscendo a fare il suo debutto all'interno della prestigiosa Royal Shakespeare Company. Negli anni successivi continua a recitare in numerose rappresentazioni teatrali, venendo premiata con un Ian Charleson Award per la sua interpretazione del ruolo di Viola nella commedia di Shakespeare La dodicesima notte. Nel 2010 recita al Royal National Theatre nell'opera di Moira Buffini Welcome to Thebes nel ruolo della protagonista Eurydice.

### Cinema e televisione
Seppur continuando a lavorare a teatro per tutta la sua carriera, a partire dal 1999 inizia ad ottenere ruoli minori anche in produzioni cinematografiche e televisive, recitando nel corso degli anni in film come Omen - Il presagio e Jupiter - Il destino dell'universo. Nel 2003 ottiene il suo primo ruolo ricorrente in una serie in Bad Girls, riuscendo successivamente ad ottenere altri ruoli di simile importanza in opere come Luther, Survivors, Hard Sun e Five Days. Nel 2016 recita da protagonista nel film televisivo NW, ruolo per il quale ottiene una nomination ai British Academy Television Awards per la miglior attrice. Negli anni successivi interpreta ruoli di primaria importanza, anche se non da protagonista, nei film A Private War e Old e recita al fianco di Meryl Streep, Gary Oldman e Antonio Banderas nella produzione Netflix Panama Papers. Nel 2020 è fra i protagonisti della serie TV Avenue 5, mentre l'anno successivo recita in Old, diretto da M. Night Shyamalan. Nel 2023 viene diretta nuovamente da Shyamalan in Bussano alla porta.

## Filmografia

### Cinema
- Almost Heaven, regia di Ed Herzog (2005)
- Cargo, regia di Clive Gordon (2006)
- Shoot the Messenger, regia di Ngozi Onwurah (2006)
- Omen - Il presagio (The Omen), regia di John Moore (2006)
- The Disappeared, regia di Johnny Kevorkian (2008)
- Coriolanus, regia di Ralph Fiennes (2011)
- Meredith - The Face of an Angel, regia di Michael Winterbottom (2014)
- Jupiter - Il destino dell'universo (Jupiter Ascending), regia di Lana e Lilly Wachowski (2015)
- La verità negata (Denial), regia di Mick Jackson (2016)
- The Children Act - Il verdetto, regia di Richard Eyre (2017)
- A Private War, regia di Matthew Heineman (2018)
- Panama Papers (The Laundromat), regia Steven Soderbergh (2019)
- La vita straordinaria di David Copperfield (The Personal History of David Copperfield), regia di Armando Iannucci (2019)
- Old, regia di M. Night Shyamalan (2021)
- Persuasione (Persuasion), regia di Carrie Cracknell (2022)
- The Outfit, regia di Graham Moore (2022)
- Bussano alla porta (Knock at the Cabin), regia di M. Night Shyamalan (2023)
- Voci di potere (Rumours), regia di Guy Maddin, Evan Johnson e Galen Johnson (2024)

### Televisione
- Holby City – serie TV, 3 episodi (1999-2005)
- Metropolitan Police – serie TV, 1 episodio (1999)
- Grafters – serie TV, 2 episodi (1999)
- Forgive and Forget, regia di Aisling Walsh – film TV (2000)
- Safe as Houses, regia di Tom Vaughan – Film TV (2000)
- Doctors – serial TV, 1 puntata (2000)
- NCS Manhunt – serie TV, 1 episodio (2002)
- Canterbury Tales – miniserie TV, 1 puntata (2003)
- Bad Girls – serie TV, 8 episodi (2003-2004)
- Murder Prevention – serie TV, 2 episodi (2004)
- Afterlife - Oltre la vita (Afterlife) – serie TV, 1 episodio (2005)
- Casualty – serie TV, 1 episodio (2005)
- Casualty @ Holby City – serie TV, 3 episodi (2005)
- Testimoni silenziosi (Silent Witness) – serie TV, 5 episodi (2005-2010)
- The True Voice of Prostitution, regia di Brian Hill – film TV (2006)
- The Line of Beauty – serie TV, 2 episodi (2006)
- Spooks – serie TV, 1 episodio (2006)
- Robin Hood – serie TV, 1 episodio (2006)
- Born Equal, regia di Dominic Savage – film TV (2006)
- Five Pics – serie TV, 5 episodi (2007)
- The Whistleblowers – serie TV, 1 episodio (2007)
- Torchwood – serie TV, 1 episodio (2007)
- The Last Enemy – miniserie TV, 1 puntata (2008)
- The No. 1 Ladies' Detective Agency – serie TV, 1 episodio (2008)
- Survivors – serie TV, 5 episodi (2008)
- Small Island – miniserie TV, 1 puntata (2009)
- Resonance – serie TV, 1 episodio (2010)
- Sinbad – serie TV, 1 episodio (2011)
- Luther – serie TV, 8 episodi (2011-2013)
- House of Fools – serie TV, 1 episodio (2014)
- Delitti in Paradiso (Death in Paradise) – serie TV, episodio 3x07 (2014)
- Lovesick – serie TV, 1 episodio (2014)
- Inside No. 9 – serie TV, 1 episodio (2015)
- Quarry - Pagato per uccidere (Quarry) – serie TV, 8 episodi (2016)
- NW, regia di Saul Dibb – film TV (2016)
- Doctor Who – serie TV, 1 episodio (2017)
- Hard Sun – serie TV, 8 episodi (2017)
- To Provide All People, regia di Pip Broughton – film TV (2018)
- Gold Digger – miniserie TV, 6 puntate (2019)
- Avenue 5 – serie TV, 17 episodi (2020-2022)
- Citadel – serie TV (2023)

## Doppiatrici italiane
Nelle versioni in italiano delle opere in cui ha recitato, Nikki Amuka-Bird è stata doppiata da:
- Laura Romano in Old, The Outfit, Citadel
- Marina Guadagno in Jupiter - Il destino dell'universo, Bussano alla porta
- Eleonora De Angelis ne La vita straordinaria di David Copperfield
- Irene Di Valmo in A Private War
- Francesca Fiorentini in Panama Papers
- Emanuela Baroni in Luther
- Angela Brusa in Quarry - Pagato per uccidere
- Roberta Pellini in Hard Sun